# Meester van de Gouden Legende van München

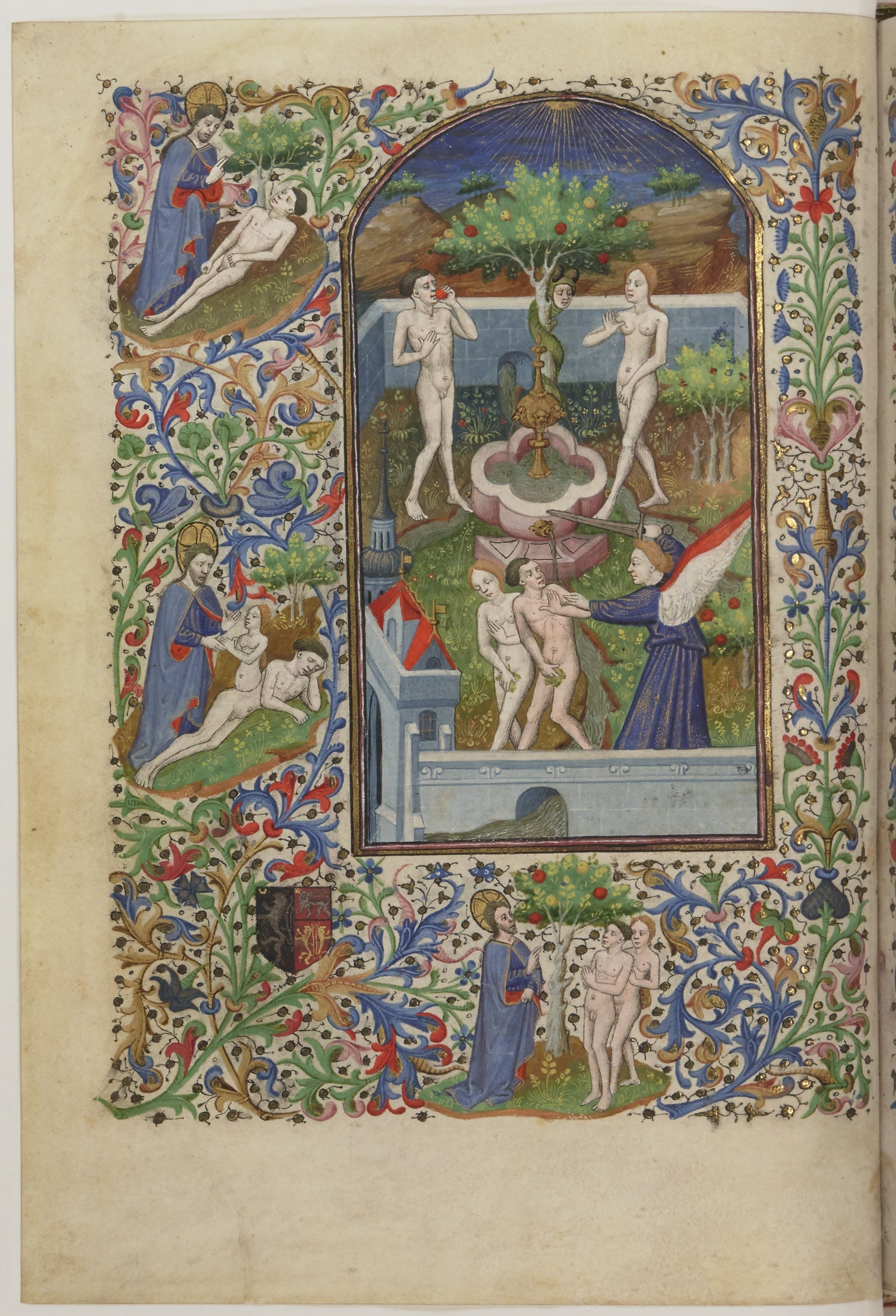
BnF Rothschild 2535, f14v, Adam en Eva

De Meester van de Gouden Legende van München is de noodnaam van een anonieme 
miniaturist die actief was in Parijs en misschien in Rouen van ca. 1420 tot 1460. Hij kreeg zijn noodnaam naar een Franse vertaling van de Legenda aurea, nu bewaard in München  in de Bayerische Staatsbibliothek als Cod. gall. 3. Hij zou actief geweest zijn in de omgeving van de Bedford-meester en de Dunois-meester.
Deze meester kreeg zijn noodnaam in de jaren 1970 van de Amerikaanse kunsthistorica Eleanor Spencer. Andere kunsthistorici zoals Otto Pächt en Dagmar Thoss, en John Plummer vervolledigden het toegewezen oeuvre. 

## Werkplaats
Er zijn geen biografische gegevens over deze meester bekend, maar volgens Spencer zijn er in zijn werk connecties met Duitsland vast te stellen.
In het begin van zijn carrière is hij actief in Parijs en werkte hij samen met de Bedford-meester. Hij was misschien actief in diens atelier samen met Fastolf-meester en de Talbot-meester. Hij werkte mee aan prestigieuze werken zoals de Bedford en Sobieski-getijden. Na 1427 zou hij verhuisd zijn naar een stad die onder Engels regime viel, misschien Rouen. Hij maakte in die tijd enkele getijdenboeken voor het gebruik van die stad. Uit andere werken blijkt dan weer dat hij eveneens actief bleef voor Parijse klanten. In de jaren 1440-1450 maakt hij getijdenboeken voor klanten in Reims, Angers en Poitiers. Op het einde van zijn loopbaan werkte hij samen met de Meester van Adelaïde van Savoie, die in die laatste stad gevestigd was. Het is natuurlijk perfect mogelijk dat hij voor klanten over heel Frankrijk werkte vanuit Parijs.

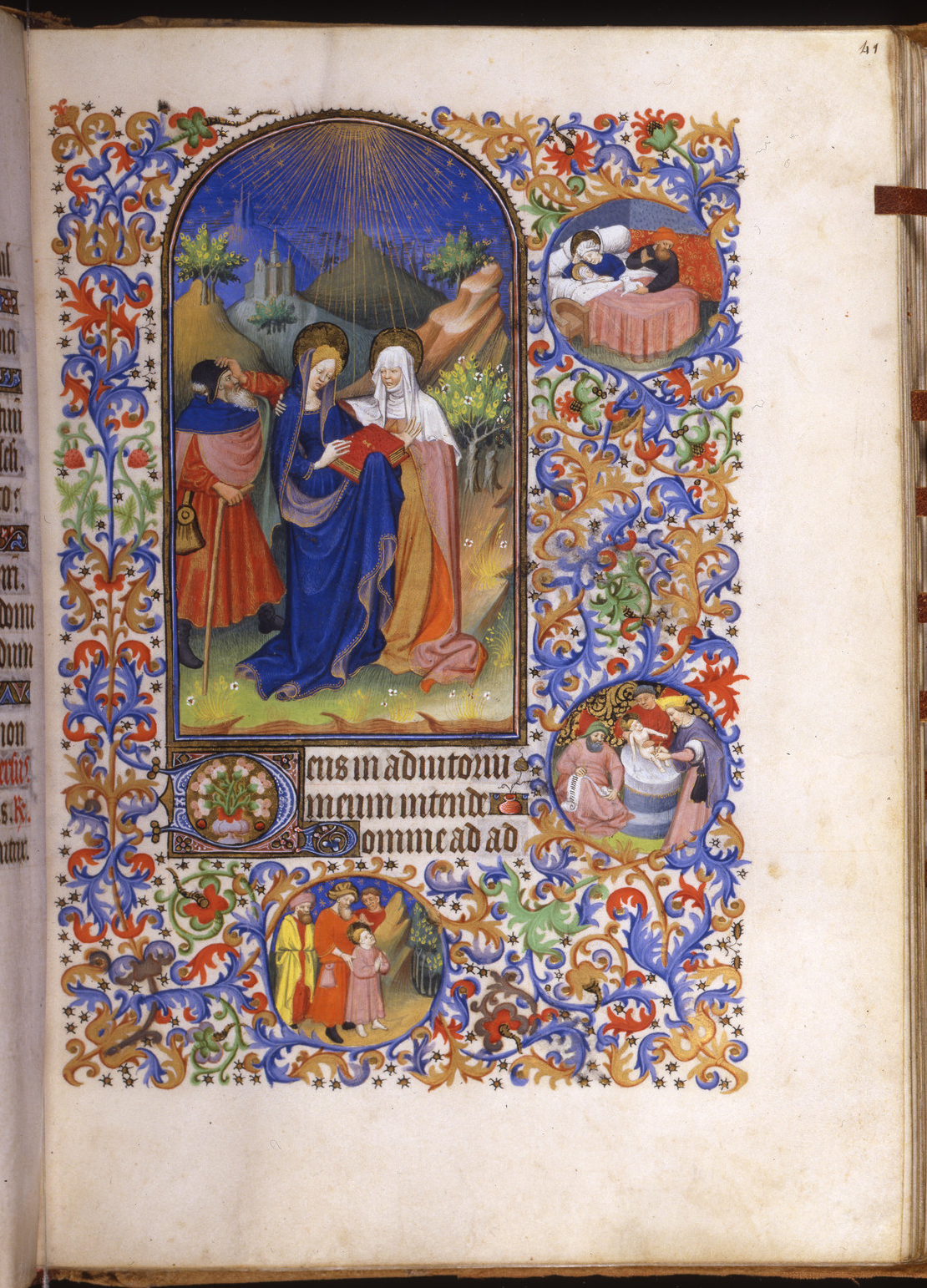
Walters W288, f41r, Maria Visitatie.

## Stijlkenmerken
Men kan zijn werk herkennen aan onder meer het gebruik van zwarte lijntjes om volume te creëren in grote kleurvlakken en in de gezichten en vleeskleurige elementen. Zijn personages hebben vaak gezichten met hangende mondhoeken, dikwijls dikke lippen en dikke of gezwollen wenkbrauwen. De ogen liggen vaak diep in het gelaat. Men kan anderzijds vaststellen dat het gezicht van hetzelfde personage soms met dikke en soms met fijne lippen wordt afgebeeld in hetzelfde manuscript. De mondhoeken worden frequent benadrukt met een klein verticaal streepje.

## Werken
Er zijn volgens Laurent Ungeheuer 48 werken waaraan deze meester zou hebben meegewerkt of die van zijn hand zijn.  Daarbij zijn er 41 getijdenboeken, een gebedenboek, twee volumes van een brevier, een Légende dorée, een Roman d’Alexandre en een stichtelijke tekst.

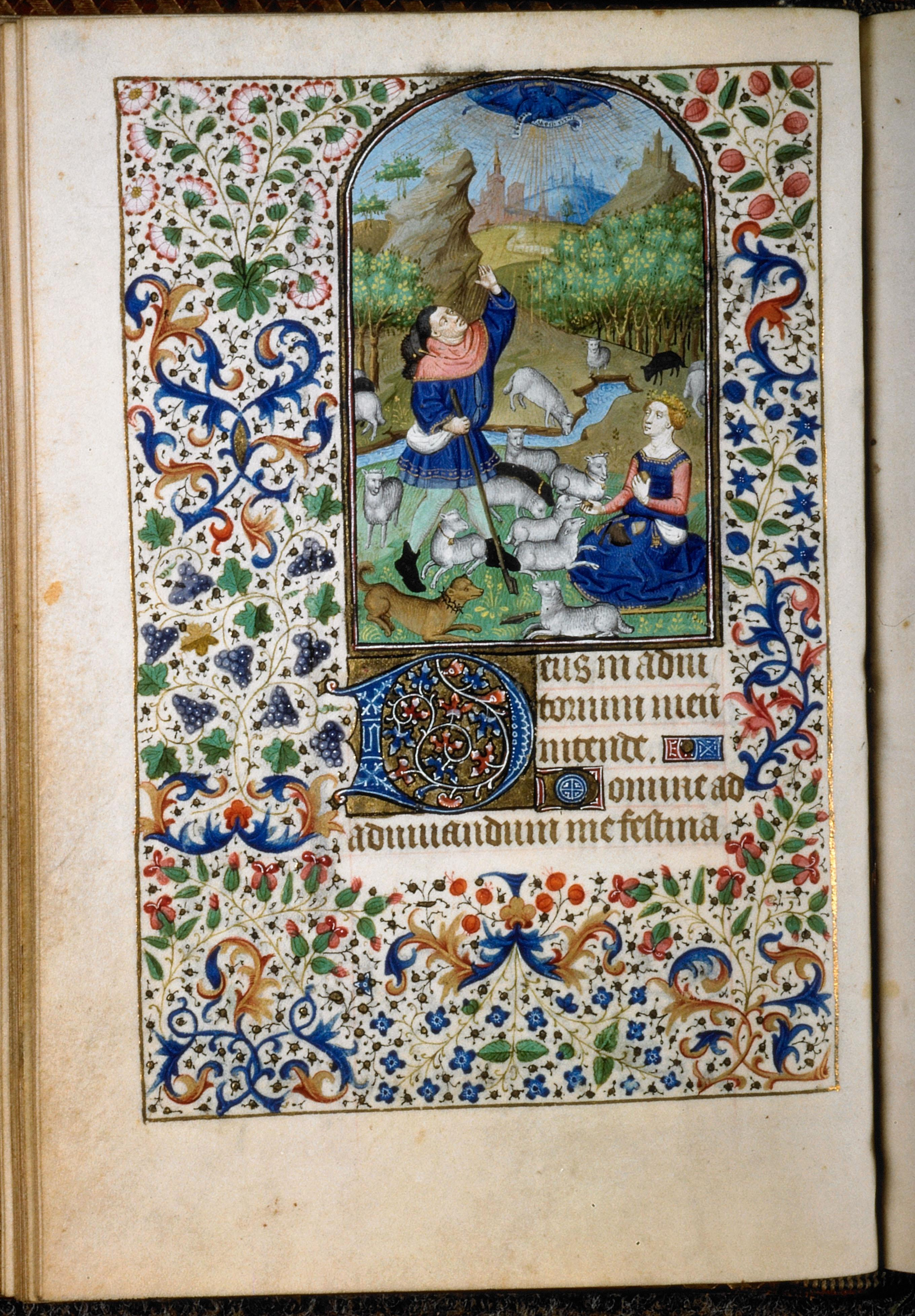
BM Lyon Ms5145 f061v, Boodschap aan de herders.

- Amsterdam, Rijksprentenkabinet, SK-A-3043
- Baltimore, Walters Art Museum, W. 247.
- Baltimore, Walters Art Museum, W. 288.
- Berlijn, Staatsbibliothek, Lat. Oct. 439.
- Cambridge, Fitzwilliam Museum, ms. Founders 63.
- Cambridge, Fitzwilliam Museum, ms. McClean 82.8.
- Cambridge, University Library, ms. Ii. VI. 23.9.
- Collegeville (Minnesota), Saint John University, ms. Bean 2.
- Dresden, Sächsische Landes- und Universitätsbibliothek, ms. A. 167.11.
- Einsiedeln, Bibliotheek van de abdij, ms. 291 (1108).
- Londen, British Library, Add. ms. 18192.
- Londen, British Library, Bedford-getijdenboek, Add. ms. 18850.
- Londen, British Library, Add. ms. 31834.
- Londen, British Library, Egerton ms. 2019.
- Londen, British Library, Harley ms. 5762.
- Londen, British Library, Shrewsbury getijdenboek, Royal ms. 15 E IV.
- Lyon,  Bibliothèque municipale, ms. 5145.
- Madrid, Museo Lázaro Galdiano, ms. 15452.
- Milaan, Biblioteca Trivulziana, Cod. 2164.
- München, Bayerische Staatsbibliothek, Légende dorée, Cod. Gall. 3.
- Napels, Biblioteca Nazionale, ms. IB. 27.
- Napels, Biblioteca Nazionale, ms. IB. 30.
- New York, Morgan Library & Museum, ms. M. 241.
- New York, Morgan Library and Museum, ms. M. 282.
- Orange (Texas) Stark Coll. 11900/7.
- Parijs, Bibliothèque de l'Arsenal, ms. 596.
- Parijs, Bibliothèque de l'Arsenal, ms. 597.
- Parijs, Bibliothèque de l'Arsenal, ms. 620.
- Parijs, Bibliothèque de l'Arsenal, ms. 1189.
- Parijs, Bibliothèque nationale de France, ms. Fr. 1051.
- Parijs, Bibliothèque nationale de France, Neville-getijden, ms. Lat. 1158.
- Parijs, Bibliothèque nationale de France, ms. Lat. 13288.
- Parijs, Bibliothèque. nationale de France, ms. NAL 3111.
- Parijs, Bibliothèque nationale de France, ms. Rothschild 2534.
- Parijs, Bibliothèque nationale de France, ms. Rothschild 2535.
- Parijs, Hôtel Drouot, Million veiling, 27 april 2012, Lot 147, Hachette getijden
- Ramsen, Antiquariat H. Tenschert, Cat. Leuchtendes Mittelalter V, n° 15, 1993.
- Reading, Universiteitsbibliotheek, ms. 2087, Eales getijden
- Turijn, Archivio di Stato, Cod. J. b. II 21 bis.
- Vaticaanstad, Biblioteca Apostolica Vaticana, Cod. Chigi C IV 109.
- Wenen, Österreichische Nationalbibliothek, Cod. s. n. 2614.
- Windsor, Royal Library, Sobieski-getijden RCIN 1142248.

- Parijs, Hôtel Drouot, verkoop Chrétien, 26 Ifebruari 1975, lot 16.
- Londen, Christie's verkoop 7 december 1988, lot 21.
- Fondation L. -A. Mayer, ms. 2 - 70.
- Londen, Christie's, verkoop 11 juli 2002, lot 41, Vever getijden

## Web links
Voor een detailbespreking van elk handschrift zie: Laurent Ungeheuer: Le Maître de la Légende dorée de Munich.
- Library of Congress Control Number: nr98015522
- Virtual International Authority File: 73767617
- WorldCat: E39PBJc3PbKhGFMHGhrG3Qycfq